# Rathafandhoo
Rathafandhoo is een van de bewoonde eilanden van het Gaafu Dhaalu-atol behorende tot de Maldiven.

## Demografie
Rathafandhoo telt (stand juni 2007) 683 vrouwen en 670 mannen.